# Dialogue de Zimmermann
Dialogue, sous-titré hommage à Claude Debussy, est un concerto pour deux pianos et grand orchestre de Bernd Alois Zimmermann. Composée en 1960 à l'intention d'Alphonse Kontarsky et Alois Kontarsky, la première version est donnée aux Musik der zeit de la radio de Cologne, la deuxième version de 1965 donnée en 1968 à Mannheim.

## Analyse de l'œuvre
Un mouvement divisé en sept sections. Quelques citations musicales parcourent le discours musical : le choral wachet auf de Bach, l'ascension de Messiaen, la sonate Hammerklavier nº 29 de Beethoven, les préludes pour piano de Debussy.

## Source
- François-René Tranchefort, dir. et auteur. Guide de la musique symphonique, éd. Fayard 1986 p.866